# A. Leonard Allen

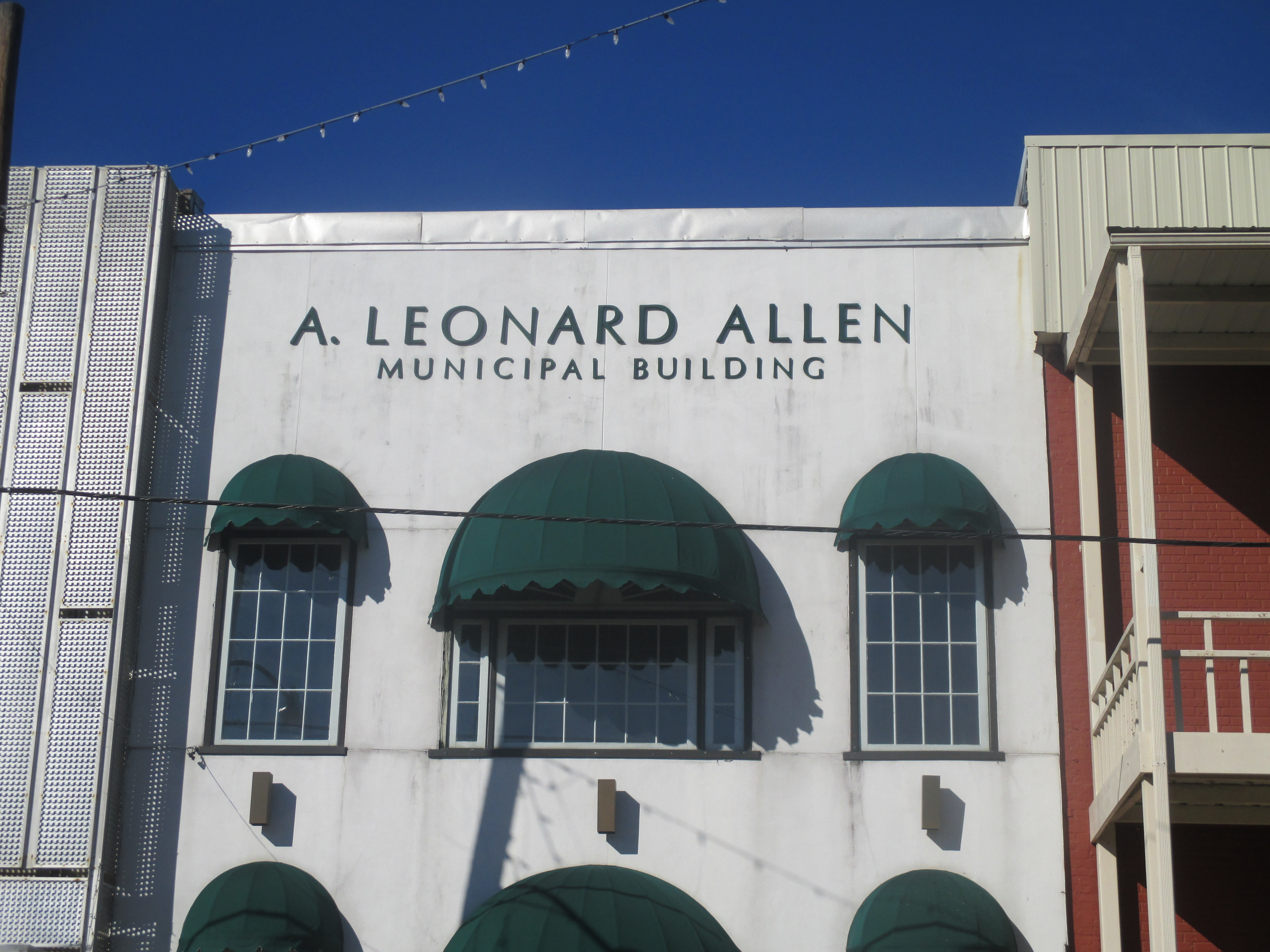
A. Leonard Allen Municipal Building i Winnfield.

Asa Leonard Allen, född 5 januari 1891 i Winn Parish i Louisiana, död 5 januari 1969 i Winnfield i Louisiana, var en amerikansk demokratisk politiker.
Allen var ledamot av USA:s representanthus 1937–1953. Han var bror till Oscar K. Allen.
Allen utexaminerades 1914 från Louisiana State University, arbetade som lärare, studerade juridik och inledde 1922 sin karriär som advokat i Winnfield.
Allen efterträdde 1937 Cleveland Dear som kongressledamot  och efterträddes 1953 av George S. Long. Allen avled 1969 och gravsattes på Winnfield Cemetery.